# 今井登
今井 登（いまい のぼる）は日本の環境学者。
地球化学、分析化学、底質汚染などについての調査研究をおこなっている産業技術総合研究所 地質情報研究部門　地球化学研究グループ研究グループリーダ 。 有害物質を含む底質を分析し地球化学図による全国的な有害元素のバックグラウンドと環境汚染評価に関する研究等に実績があり、著書の「日本の地球化学図　環境と汚染　有害元素を含む全国元素分布」が、平成17年度の環境賞（主催：（財）日立環境財団・（株）日刊工業新聞　後援：環境省）の優良賞を受賞した。有害重金属底質汚染に関するリーダーとして活発な論文発表等を行っている。

## 略歴

### 職歴
- 産業技術総合研究所地質情報研究部門地球化学研究グループ

## 主要著書
- 「日本の地球化学図」環境と汚染　有害元素を含む全国元素分布

## 主要論文
- 河川堆積物を用いた仙台市周辺地域における元素挙動の解明 地球科学 （2003年）
- 地球化学標準物質JCu-1（銅鉱石）及びJZn-1（亜鉛鉱石）の共同分析結果 （2002年）
- 地球化学図による全国的な有害元素のバックグラウンドと環境汚染評価手法の高度化に関する研究（2004年）
- 河川堆積物を用いた中国地方の地球化学図による元素濃度のバックグラウンド評価（2005年）
- 東海･沖縄地域の非沖積土壌母材と元素の地球化学的研究（2004年）
- 日本全国沿岸海域の地球化学図の作成と元素分布の特徴について （2006年）

## 社会貢献活動

### 委員会活動
環境測定分析統一精度管理調査部会検討員

### 講演活動
- 「底質重金属汚染の現状と課題」～地球化学図による河川・海域の有害重金属の分布～（おおさかATCグリーンエコプラザ）
- 有害元素分布を表す全国地球化学図および地球化学標準試料（東京国際展示場）

### 受賞歴
- 環境賞 （2005年）

## 所属学会等
- 地質学会
- 日本地球化学会
- 分析化学会